# Orden der heiligen Cäcilia
Der Orden der heiligen Cäcilia war ein päpstlicher Ritterorden.
Papst Pius IX. gründete den Ritterorden am 17. Juni 1847. Der Orden wurde an die vier Präsidenten, die Sekretäre und die Kammerwärter der Akademie der Künste in Rom verliehen. Aufgrund des festgelegten Personenkreises wurde der Orden auch als Amtsinsignie bezeichnet. Der Orden geht auf eine illustre Bruderschaft der Heiligen Cäcilia zurück, die von Papst Gregor XIII. gegründet wurde. Mit Ende des Kirchenstaates wurde die Verleihung eingestellt.